# Manon Aubry
Manon Aubry (ur. 22 grudnia 1989 we Fréjus) – francuska polityk i działaczka społeczna, posłanka do Parlamentu Europejskiego IX i X kadencji.

## Życiorys
Trenowała pływanie i piłkę wodną. Absolwentka Instytutu Nauk Politycznych w Paryżu i Uniwersytetu Columbia. Pracowała dla różnych organizacji pozarządowych (np. Lekarze Świata i Carter Center) m.in. w Liberii i Demokratycznej Republice Konga. W 2014 dołączyła do francuskiego oddziału organizacji humanitarnej Oxfam. Została jej rzeczniczką prasową, zajmowała się kwestiami unikania opodatkowania i sprawami nierówności. Zajęła się także prowadzeniem wykładów z zakresu praw człowieka w paryskim Instytucie Nauk Politycznych.
W grudniu 2018 zrezygnowała z pełnionej funkcji w Oxfam w związku z zaangażowaniem się w działalność polityczną. Została wówczas przedstawiona jako liderka listy wyborczej Niepokornej Francji w wyborach europejskich zaplanowanych na maj 2019. W wyniku tych wyborów uzyskała mandat eurodeputowanej IX kadencji. W lipcu 2019 objęła funkcję współprzewodniczącej frakcji Zjednoczona Lewica Europejska – Nordycka Zielona Lewica (przemianowanej w trakcie kadencji na Grupę Lewicy). Z powodzeniem ubiegała się o reelekcję w wyborach europejskich w 2024, ponownie stojąc na czele listy swojego ugrupowania. W X kadencji PE ponownie została współprzewodniczącą swojej grupy.